# Katedrala u Brasílii
Katedrala u Brasílii (port. Catedral Metropolitana de Nossa Senhora Aparecida) je metropolitanska katedrala u Brasílii, glavnom gradu Brazila. Projektirao ju je slavni brazilski arhitekt Oscar Niemeyer, koji je bio ateist. Posvećena je Djevici Mariji, Gospi od Aparecide i Kraljici Brazila. 
Kamen temeljac postavljen je 12. rujna 1958., a dovršena je 31. svibnja 1970. godine. Katedrala je upisana na UNESCO-ov popis mjesta svjetske baštine u Amerikama 1987. godine, zajedno s cijelim gradom Brasíliom koji je upisan kao „jedinstven primjer grada stvorenog ex nihilo 1956. godine, te je znamenitost koja je snažno utjecala na povijest urbanizma”.

## Odlike
Katedrala se nalazi na umjetnom trgu, odakle se kroz prolaz, koji je ispod razine trga, ulazi unutra, da bi vertikalni kontinuitet prostora i oblika masa ostali sačuvani. Malenih je dimenzija, promjer je kružne površine od 70 m. Hiperbolična struktura građena je od armiranog betona, a sa svojim staklenim krovom čini se kao da je otvorena prema nebu. Niemeyer je projektirao katedralu tako da je spojio šesnaest identičnih betonskih stupova visine 40 m. Svaki stup ima hiperbolički oblik i teži 90 tona, zajedno predstavljaju ruke, koje su okrenute prema nebu. 
Dok je izvana ostvarena napetost kompozicije jednostavnim simetričnim ponavljanjem geometrijskih oblika koji ga zatvaraju (stubovi); iznutra je prostor potpuno otvoren staklima između stubova i usložen modrim vitrajima koji se vodoravno protežu kroz staklene pregrade, te namještajem i „lebdećim” kipovima.
Katedrala ima četiri zvona, dar Španjolske 1968. godine. Ova zvona su izrađena u Mirandi de Ebro u Španjolskoj.
Izvan katedrale nalaze se skulpture evanđelista, a unutra anđela, kipara Alfreda Ceschiattija.
- Katedrala u Brasíliji iza skulptura „četvorice evanđelista”
- Zvona uz katedralu
- Skulpture anđela u unutrašnjosti
- Katedrala noću
- Kupola iznutra